# Suzanne (film, 2005)
Pour les articles homonymes, voir Suzanne (film).
Suzanne est un court métrage français réalisé par Mona Achache, sorti en 2005.

## Synopsis
En 1943, un homme est arrêté par les Allemands devant Suzanne, sa fille de treize ans. C'est Suzanne Achache-Wiznitzer, la grand-mère de la réalisatrice, elle a aujourd'hui 75 ans.

## Fiche technique
- Réalisation : Mona Achache
- Scénario : Mona Achache
- Durée : 7 minutes

## Distribution
- Till Balman
- Suzanne Achache-Wiznitzer : Suzanne
- Sam Karmann
- Alysse Hallali
- Jonas Piechnik

## Distinctions
- Prix du Festival du court-métrage du Lycée Charlie Chaplin de Décines-Charpieu.